# Catéchuménat

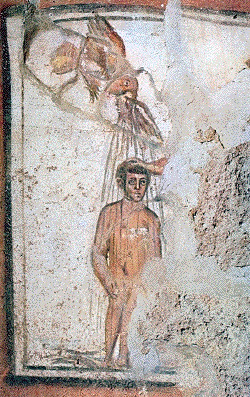
Représentation d'un baptême dans l'art chrétien primitif.

Le catéchuménat (en latin catechumenus, dérivé du grec ancien κατηχοὐμενος / katêkhoúmenos, de κατηχέω / katêkhéô, « faire retentir aux oreilles», d'où « instruire de vive voix ») est le temps proposé dans l'Église catholique aux adultes qui désirent devenir chrétiens en se préparant à recevoir les « sacrements de l'initiation chrétienne » : le baptême, la confirmation et l'Eucharistie.

## Historique
Dans l'Église des premiers siècles, le catéchuménat était le lieu central de la catéchèse (annonce de la foi, enseignement chrétien) et était jalonné de nombreux rites d'initiation. Il concernait majoritairement des adultes. Ce temps, de deux à trois ans généralement (bien que la durée précise du catéchuménat ne soit pas connue pour la plupart des régions), permettait à la communauté chrétienne locale d'éprouver et de faire grandir la foi du converti. La catéchèse était fondée sur l'écoute de la Parole de Dieu (d'où le nom d’audientes que portaient les catéchumènes), et l'enseignement des Pères qui introduisait à une compréhension approfondie des dogmes. Initialement post-baptismal, le catéchuménat fut dès le IIIe siècle systématiquement pré-baptismal et était alors suivi généralement d'autres catéchèses post-baptismales (catéchèses mystagogiques). Les catéchèses pré-baptismales étaient également accompagnées d'actes rituels tels que l'exorcisme et de la pratique de l'ascèse (pénitences, jeûnes, aumônes) , fréquentes veillées nocturnes de prière. Régulièrement au cours de leur préparation, ils subissaient des examens de contrôle, appelés scrutins, qui vérifient la qualité de l'enseignement. En fin de préparation, les candidats devaient aussi apprendre par cœur le symbole de foi remis par l'évêque (cérémonie de la traditio symboli) et le réciter en public (redditio symboli).
D'après les sources, on peut reconnaître deux étapes distinctes dans le catéchuménat probablement à partir du IIIe siècle. La première étape était marquée par l'entrée en catéchuménat et se terminait par le choix du candidat de demander le baptême. Lorsque cette requête était acceptée, avait lieu le rite de l'inscription du nom du candidat sur le registre de l'Église, en présence de l'évêque. Le candidat recevait alors le nom latin de competens ou electus à Rome (les deux termes sont attestés). Cette seconde étape, plus intense, parachevait la formation et les exercices rituels du candidat. Comme le baptême avait lieu le plus souvent à Pâques, la seconde phase du catéchuménat, ou préparation immédiate, se déroulait pendant le carême et l'inscription des noms se faisait ainsi au début de la période quadragésimale.
Les catéchumènes pouvaient participer à la première partie de la messe, celle consacrée à la proclamation de la Parole de Dieu et à l’enseignement. Ils avaient leur local de réunion propre, le catechumeneum, situé près du baptistère ou parfois au-dessus du narthex, où ils se regroupaient durant la célébration de la liturgie eucharistique proprement dite.
Le catéchuménat tomba progressivement en désuétude. Néanmoins, il ne disparut jamais complètement et fut réutilisé dans des contextes de mission, comme le prouvent les nombreuses explications sur les pratiques baptismales rédigées à l'époque carolingienne. Il est très complexe de déterminer à quelle période précisément la préparation des adultes devint l'exception. Très probablement, l'évolution se fit différemment et à des époques différentes selon les régions, en fonction de la christianisation progressive de la population.
Depuis le XVIe siècle, dans les nouveaux territoires de mission, l'usage du catéchuménat fut réintroduit, étudié et théorisé par Rome.
En 1972, à la suite du concile Vatican II, la pratique du catéchuménat des adultes fut rétablie dans toute l'Église catholique pour répondre à la demande croissante de personnes découvrant la foi chrétienne à l'âge adulte.
En 1992, le Catéchisme de l’Église Catholique évoque aussi la nécessité d'un catéchuménat post baptismal pour les enfants, celui-ci étant déjà organisé, au moins depuis le Concile de Trente, pour la préparation aux deux autres sacrements de l'initiation chrétienne. Dans un contexte où l'éducation chrétienne est de moins en moins garantie dans les familles  et à l'école (comme c'est le cas en Occident), certains chercheurs pensent que des questions quant à la pratique du baptême des petits enfants peuvent se poser. Néanmoins, la pratique du baptême des enfants est attestée dès le IIe siècle et même dès les temps apostoliques. Le CEC (n°1250) précise : "L'Eglise et les parents priveraient dès lors l'enfant de la grâce inestimable de devenir enfant de Dieu s'ils ne lui conféraient le baptême peu après la naissance".

## Modalités
L'entrée en catéchuménat suppose que la personne concernée prenne l'initiative d'une demande. Ceux qui demandent à devenir chrétiens sont appelés des catéchumènes. Ils commencent alors une démarche d’initiation chrétienne.
Pour devenir chrétien, le catéchumène, aidé de ses accompagnateurs, vit  durant un parcours ponctué d’étapes, une démarche qui le prépare à recevoir les trois sacrements de l’initiation chrétienne :
- le baptême (la personne devient alors néophyte) ;
- la confirmation ;
- l’eucharistie.

Les principales étapes sont :
- l’entrée en catéchuménat ;
- l’appel décisif (qui a lieu en principe le premier dimanche de Carême) ;
- la réception des sacrements lors de la Vigile pascale, de préférence conférés par l'Evêque diocésain.

On marque par là que les sacrements de l’initiation chrétienne sont, à l’image de la résurrection du Christ au matin de Pâques, la manifestation de l’entrée du catéchumène dans une vie nouvelle.
Après leur baptême, les nouveaux chrétiens prennent part à la mission de l’Église, selon les temps et les lieux, manifestant leur engagement. Certains d'entre eux, à leur tour, accompagnent des catéchumènes et deviennent catéchistes ; d’autres prennent une part active aux activités de leur paroisse (que ce soit dans le domaine de la catéchèse des enfants ou des jeunes, pour visiter des malades, pour tenir des permanences d’accueil, pour aider à l’entretien de l’église, pour rencontrer les « nouveaux arrivants », etc.) ou s’engagent plus totalement dans leurs activités professionnelles ou familiales (participation à la vie associative, aide matérielle et morale aux plus pauvres et plus démunis, etc.).
Depuis le concile Vatican II, le catéchuménat est organisé au niveau diocésain. Par exemple, la Conférence des évêques de France comprend une commission pour la catéchèse et le catéchuménat. Auparavant, le catéchuménat dépendait d'initiatives locales, approuvées par l'évêque, et parfois soutenues par des intellectuels catholiques, telle la Maison d'Ananie à Paris; ou encore « Paroles à venir », fondée en 2007 par deux prêtres, Alain Patin et Jean Minguet.

## Actualité du catéchuménat
L'Église catholique précise l'importance centrale de la catéchèse dans la maturation de la vie spirituelle. Elle préconise l'établissement d'un catéchuménat post-baptismal, concrétisé par :
- le catéchisme des enfants et les mouvements catholiques destinés à la jeunesse ;
- les mouvements d'approfondissement de la foi chez les adultes, parmi lesquels le chemin néocatéchuménal[10].

L'Église catholique souligne que l'initiation chrétienne n'est pas chose acquise et que l'approfondissement de la foi est à construire au quotidien avec les soutiens de la Parole de Dieu, des sacrements et de la communauté chrétienne. Les Communautés nouvelles (L'Emmanuel, les Béatitudes, le Chemin neuf, la Communauté Saint Martin, etc.) ont également un rôle important à cet égard.